# Matthias Beltz

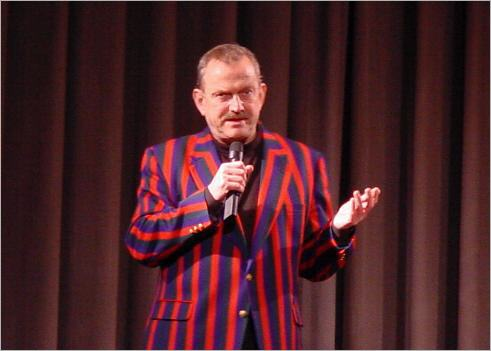
Matthias Beltz, 2001

Matthias Beltz (* 31. Januar 1945 in Wohnfeld/Vogelsberg; † 27. März 2002 in Frankfurt am Main) war ein deutscher Kabarettist und freier Autor.

## Leben
Der Sohn eines Kaufmanns und einer Handelslehrerin wuchs in Gießen auf, wohin die Familie 1945 zog, nachdem der Vater an der Ostfront als vermisst gemeldet worden war. Er absolvierte das Alte Realgymnasium (heute Herderschule) und studierte nach dem Abitur 1964 zunächst vier Semester Rechtswissenschaft in Marburg. 1966 wechselte er an die Universität in Frankfurt am Main, wo er sich dem Sozialistischen Deutschen Studentenbund (SDS) anschloss. In der dortigen Spontiszene machte er unter anderem Bekanntschaft mit Daniel Cohn-Bendit, Joschka Fischer und seinem langjährigen Freund Johnny Klinke. Dem ersten juristischen Staatsexamen 1969 folgte eine einjährige Tätigkeit bei der studentischen Rechtshilfeorganisation Republikanische Hilfe. Das 1970 begonnene Referendariat in Darmstadt und Offenbach brach er 1971 ab und wurde Arbeiter bei der Adam Opel AG in Rüsselsheim. Zu dieser Zeit war er Mitglied der Frankfurter Gruppe Revolutionärer Kampf, die die Revolution in die Betriebe tragen wollte. Er blieb bis 1977 bei Opel, die Gruppe hatte sich allerdings schon Jahre zuvor aufgelöst. In diese Zeit fielen erste Auftritte, bei denen Beltz durch gekonnte Willy-Brandt-Parodien überzeugte.
Von 1976 bis 1981 war er Mitglied im Ensemble Karl Napps Chaos Theater, aus dem 1982 das Vorläufige Frankfurter Fronttheater mit Hendrike von Sydow und Dieter Thomas hervorging. Daneben war Beltz seit 1984 an der Seite von Heinrich Pachl auf der Bühne und im Fernsehen zu sehen. 1988 gründete Beltz mit Johnny Klinke und Margareta Dillinger das Varieté Tigerpalast in Frankfurt, in dem er nicht selten auch als Conférencier durch das Programm führte.
Seit 1989 gastierte er auch als Solokabarettist mit Programmen wie Freispruch für alle – Gnade für niemand, Füße im Feuer oder Notschlachten in zahlreichen deutschen Städten. Weiterhin arbeitete er mit anderen Künstlern in verschiedenen Projekten zusammen, so 1989 mit den Musikern Anne Bärenz und Frank Wolff in Liberté, Egalité, Varieté oder mit Kabarett-Kollegen wie Horst Schroth, Arnulf Rating, Heinrich Pachl und Achim Konejung beim Reichspolterabend. Ab Dezember 1996 spielte er den Frosch in Die Fledermaus im Gießener Stadttheater. Außerdem hatte er seit diesem Jahr regelmäßig Auftritte in der TV-Sendung Ottis Schlachthof beim BR.
Es folgten Fernsehsendungen, darunter 1991 der satirische Nachschlag nach den Tagesthemen. Er moderierte zahlreiche Hörfunksendereihen insbesondere beim HR (ab 1997 HR1-Meridian, ab 1999 Theatergespräche, ab 2000 Wer lacht hier über wen). Beltz lud ab November 1995 bis 1998 illustre Gäste ins Theater am Turm im Bockenheimer Depot zur Montagabendgesellschaft. 2001 wurde er Nachfolger von Hanns Dieter Hüsch als Moderator des SR-Gesellschaftsabends.

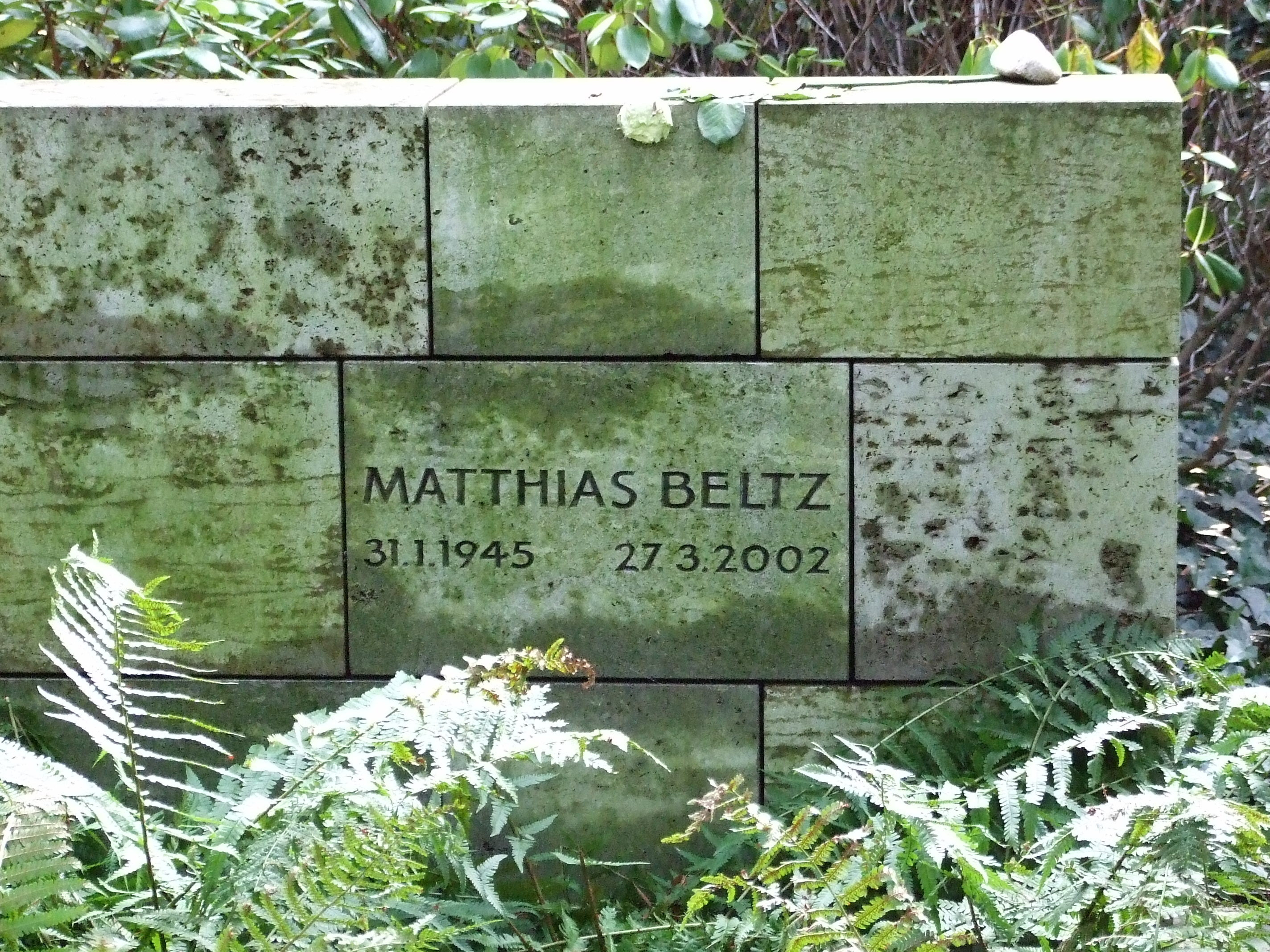
Grab in Frankfurt am Main

Beltz starb 2002 im Alter von 57 Jahren in seiner Wohnung in Frankfurt-Sachsenhausen überraschend an einem Herzinfarkt kurz vor einem abendlichen Auftritt im Tigerpalast. Er wurde auf dem Frankfurter Hauptfriedhof beigesetzt.
Ihm ist ein Stern im Walk of Fame des Kabaretts in Mainz gewidmet. In einem Nachruf im Feuilleton der Frankfurter Allgemeinen Zeitung fand Lorenz Jäger bemerkenswert, dass Beltz den Übergang der militanten Linken der 1960er und 1970er Jahre zum „illusionären Friedensgesäusel“ der Friedensbewegung thematisiert und damit die Linke als Gegenstand der Satire „nahezu im Alleingang entdeckt“ habe. Er habe damit das Kabarett aus seiner Festlegung auf Witzeleien über konservative Politiker befreit.
Am 7. Februar 2003 hatte sein Stück Die Frankfurter Verlobung (Eine Untertreibungskomödie) im Schauspiel Frankfurt postum Premiere.
Im Juni 2006 wurde die Installation Gesammelte Untertreibungen – Mediathek Matthias Beltz eröffnet. Beltz’ Witwe Christiane Meyer-Thoss und Maria Gazzetti, Leiterin des Ausstellungsorts, des umgezogenen Literaturhauses Frankfurt, sowie der 2003 gegründete „Verein Matthias Beltz“ fördern die Idee einer öffentlich zugänglichen Mediathek, Materialien- und Büchersammlung.
Am 4. Februar 2011 erschien die CD OBEN - Beltz Remixed von Oliver Augst und Rüdiger Carl auf dem Badly Organized Label von Mille Plateaux. Hierfür wurden Originalaufnahmen von Beltz neu vertont.

## Ensembles
- Karl Napps Chaos Theater (Gründung 1976)
- Vorläufiges Frankfurter Fronttheater (1982)
- Reichspolterabend

## Soloprogramme
- Freispruch für alle – Gnade für niemand (1989–1991)
- Füße im Feuer (1991–1994)
- Henker gesucht (Zwischenprogramm Sommer 1993)
- Die paar Tage noch (1994–1997)
- Mehr Geld, weniger Ärger (Zwischenprogramm Frühjahr/Sommer 1997)
- Notschlachten (1997–2000)
- Eigenes Konto – Wenn alles sich rechnet + niemand bezahlt (2000–2002)

## Schriften
- Matthias Beltz: Gnade für niemand - Freispruch für alle. Ammann, Zürich 1990. ISBN 3-250-01036-7
- Matthias Beltz: Die paar Tage noch. Ammann, Zürich 1994. ISBN 3-250-10228-8
- Matthias Beltz: Schlammbeissers Weltgefühl: von der Aufdringlichkeit der Gegenwart. Ammann, Zürich 1995. ISBN 3-250-10276-8
- Matthias Beltz: Notschlachten: die 7 Weltverbrechen. Transit, Berlin. ISBN 3-88747-125-3
- Matthias Beltz: Eigenes Konto: wenn alles sich rechnet + niemand bezahlt. Transit, Berlin. ISBN 3-88747-151-2
- Volker Kühn (Hrsg.): Gut und Böse. Gesammelte Untertreibungen in zwei Bänden. Zweitausendeins, Frankfurt am Main 2004. ISBN 3-86150-626-2

## Preise
- 1991: Deutscher Kabarettpreis Hauptpreis
- 1992: Stern des Jahres der Münchener AZ
- 1993: Adolf-Grimme-Preis mit Gold für Nachschlag
- 1993: Deutscher Kleinkunstpreis
- 1999: Sieger bei 3. Vorarlberger Blindverkosten in Schwarzenberg
- 2003: Bayerischer Kabarettpreis Ehrenpreis (postum)
- 2004: Stern der Satire auf dem Walk of Fame des Kabaretts

## Weitere Ehrungen
Im Frankfurter Nordend wurde 2014 der sogenannte kleine Friedberger Platz zum  „Matthias-Beltz-Platz“ benannt.